# Aristeas (Glashersteller)
Aristeas war ein Glashersteller des 1. Jahrhunderts n. Chr.
Aristeas ist nur durch eine Gruppe signierter Glasgefäße bekannt, bisher sind sechs Exemplare publiziert. Die Gefäße sind in eine Form geblasen. Die Dekors ähneln jener aus der Werkstatt des Ennion. Bei der Signatur, die in die Form mit eingeschnitten ist, findet sich gelegentlich die Beischrift Kypros. Es lässt sich aber nicht entscheiden, ob Aristeas von Zypern stammt oder ob er dort seine Werkstätten betrieb.